# Giulio Bemporad
Giulio Bemporad (Firenze, 3 gennaio 1888 – Roma, 9 luglio 1945) è stato un astronomo e matematico italiano.

## Biografia
Cugino del collega Azeglio Bemporad, dopo il diploma al Regio Liceo di Siena nel 1905 si iscrisse alla facoltà di Matematica presso l'Università di Pisa. 
Nel 1909 cominciò a collaborare con l'Osservatorio di Catania al Catalogo astrofotografico; per questo motivo si trasferì in Sicilia con la sorella Giselda, che visse sempre con lui, e nel 1910 si laureò in Matematica all'Università di Catania. Dopo la laurea continuò a occuparsi di astronomia e in particolare dello studio dell'energia radiante emessa dal sole e della variazione secolare delle latitudini. 
Nel 1911 fu chiamato a coprire il ruolo di assistente alla Stazione astronomica di Carloforte, che si trovava sull'Isola di San Pietro nella parte sud-occidentale della Sardegna. Nel 1920, dopo l'improvvisa morte del direttore Vittorio Fontana, fu messo a dirigere la Stazione e in questo ruolo rimase sull'isola, nonostante le sue ripetute richieste di trasferimento, fino al 1925.
Successivamente nel 1925 riuscì ad ottenere il trasferimento a Napoli all'Osservatorio di Capodimonte, allora diretto da suo cugino Azeglio. 
Qui, conseguita la libera docenza in astronomia, tenne lezioni di astronomia all'università mentre in Osservatorio continuò ad occuparsi di misure e calcoli per la Carte du Ciel, di radiazione solare e di stelle variabili. 
A Napoli entrò in contatto con i gruppi legati al movimento sionistico italiano, di cui successivamente divenne una figura di una certa rilevanza.
Restò a Napoli fino al 1933 quando, anche a seguito della definitiva rottura con il cugino, venne trasferito all'Osservatorio di Pino Torinese, dove gli fu affidato il compito di determinare la longitudine dell'osservatorio con il metodo della radiotelegrafia. 
Si occupò anche di osservazioni di stelle variabili, dello studio dei moti propri stellari, di teoria degli errori degli strumenti. Pubblicò inoltre un lavoro sul calendario ebraico e un metodo pratico per determinare il giorno di Pasqua. 
Esonerato perché ebreo nel 1938, anno della promulgazione delle leggi razziali, fu costretto ad abbandonare il suo lavoro e l'appartamento di servizio il 14 dicembre 1938.
Dopo un lungo periodo di grave disagio, morì a Roma il 9 luglio 1945 presso l'Ospedale Fatebenefratelli a causa di un tumore al polmone.
La grave malattia che lo colpì gli ultimi mesi di vita non gli diede il tempo di rientrare a Torino per essere reintegrato all'Osservatorio.

## Il lavoro per le organizzazioni di soccorso ebraiche in Piemonte
Alla fine del 1938, a seguito dell'espulsione, prese casa a Torino e cominciò a collaborare con le organizzazioni di soccorso ebraiche. 
Il 25 gennaio 1939 Renzo Luisada lo nominò delegato del Comasebit, il Comitato di Assistenza per gli Ebrei in Italia istituito a Milano il 15 novembre 1938. Il suo compito consisteva essenzialmente nell'assistenza agli ebrei stranieri che, a seguito del D.L. 7 settembre 1938, n. 1381, avevano l'obbligo di lasciare l'Italia entro 6 mesi. In particolare cercava di trovare loro una ricollocazione lavorativa all'estero oppure di espatriare verso la Palestina.
Dopo lo scioglimento del Comasebit il 16 agosto 1939, i suoi obiettivi vennero assunti dalla Delasem, che nacque ufficialmente il 1º dicembre dello stesso anno.
Giulio Bemporad venne confermato alla segreteria della delegazione torinese e continuò il suo instancabile lavoro a favore dei profughi ebrei. 
Dopo l'entrata in guerra dell'Italia il 10 giugno 1940 le frontiere furono chiuse e gli ebrei stranieri ancora in Italia vennero arrestati e inviati nei campi di concentramento e nelle località di internamento sparse sul territorio. 
In ognuna di loro la Delasem aveva un proprio corrispondente, che faceva da tramite tra gli internati e il Delegato. Questi aveva il compito da un lato di raccogliere fondi e dall'altro di far giungere agli internati quanto potesse loro servire a rendere meno duro il soggiorno: sussidi, abiti, alimenti, giochi, libri, assistenza medica e religiosa.
Il bombardamento di Torino avvenuto nella notte tra il 20 e il 21 novembre 1942 provocò gravissimi danni in tutta la città. La Sinagoga fu quasi distrutta e Giulio, come molti torinesi, sfollò nelle campagne. Trovò rifugio in località Borgo Talutto di Busca, nei pressi di Saluzzo, dove continuò a lavorare per la Delasem.
Giulio Bemporad si occupava di tenere i rapporti con i corrispondenti nelle località situate in Piemonte: Agliano, Antignano, Caluso, Canelli, Castellamonte, Cuorgnè, Mombercelli, Nizza Monferrato e S. Vincenzo alla Fonte.
Dopo l'armistizio dell'8 settembre 1943, la nascita della Repubblica Sociale Italiana e l'occupazione nazista del nord Italia, la Delasem venne sciolta ed entrò in clandestinità. 
La situazione per gli ebrei italiani diventò sempre più difficile, in modo particolare dopo il 30 novembre 1943 quando venne emessa l'ordinanza di Polizia n. 5 che stabilì che tutti gli ebrei fossero essere inviati in campi di concentramento e che i loro beni fossero sequestrati.
Giulio e sua sorella Giselda riuscirono a salvarsi dalla deportazione, probabilmente trovando rifugio nelle campagne.

## Il trasferimento a Roma e la nomina a Presidente dell'Ufficio Palestinese Centrale
Nell'autunno 1944 arrivò a Roma dove fu ospitato dalla famiglia di Fernando Pergola, un suo lontano parente.
L'8 novembre 1944 Carlo Alberto Viterbo, presidente dell'Organizzazione Sionistica Italiana, comunicò a Dante Almansi, presidente dell'Unione delle Comunità Israelitiche Italiane, di aver scelto Bemporad a presiedere l'Ufficio Palestinese Centrale, che aveva il compito di organizzare l'emigrazione degli ebrei italiani verso la terra d'Israele. Bemporad doveva raccogliere i documenti e i dati necessari a scegliere le persone candidate all'Aliyah.
In questo suo ruolo partecipò al primo convegno dei rappresentanti dei gruppi sionistici dell'Italia liberata, che si tenne a Roma dal 12 al 15 gennaio 1945, e si concluse con la ricostituzione della Federazione Sionistica Italiana e con l'elezione di un Comitato Esecutivo composto da 11 membri, tra cui Bemporad, e presieduto da Carlo Alberto Viterbo.
Prima di morire istituì anche ad una Associazione per la lingua e la cultura ebraica (Agudath ha-lasciòn), con sede presso la Comunità ebraica di Roma, che aveva il compito di diffondere la conoscenza della cultura ebraica tra gli stessi ebrei, di organizzare corsi di lingua ebraica e di mettere a disposizione della comunità una biblioteca di testi in ebraico.
Alla sua morte il settimanale Israel pubblicò in prima pagina un necrologio in cui si legge tra l'altro «L'Ebraismo italiano perde uno dei suoi uomini migliori, più colti, più attivi, più preparati a svolgere funzioni direttive, più decisi a combattere strenuamente quando occorresse. A Torino ove risiedeva, a Roma ove lo avevano condotto temporaneamente le vicende della guerra, la sua attività in campo ebraico è stata continua, instancabile»